# Archiprix
De stichting Archiprix is een samenwerkingsverband tussen verschillende ruimtelijke ontwerpopleidingen in Nederland: zowel de Academies van Bouwkunst als de Technische Universiteiten (faculteit Bouwkunde) en daarnaast de opleiding landschapsarchitectuur aan de Universiteit Wageningen. Rond 1979 is de Archiprix-prijsvraag begonnen onder de naam studentenplannen.
Van alle opleidingen (architectuur, landschapsarchitectuur en stedenbouw) worden jaarlijks de beste afstudeerplannen ingezonden, waarna een (jaarlijks te benoemen) jury de plannen beoordeelt. Tijdens een openbare bijeenkomst wordt het juryoordeel gepresenteerd, de plannen voor het eerst tentoongesteld en verschijnt er een publicatie van de ingezonden werken en het juryrapport. Aan het einde van deze expositie wordt het beste  afstudeerproject van Nederland gekozen binnen deze drie disciplines. Soms kunnen dit ook meerdere winnaars zijn.

## Doelstelling
Archiprix is een stichting die een drieledige doelstelling heeft:
- de instroom van talentvolle ontwerpers op het gebied van Architectuur, Stedenbouw en Landschapsarchitectuur in de ontwerppraktijk bevorderen;
- het bevorderen van de discussie over de kwaliteit en inhoud van het ontwerponderwijs in Nederland;
- het bieden van presentatiemogelijkheden (internationaal) voor de Nederlandse ontwerpopleidingen.

## Winnaars
- 2020

Charlotte van der Woude, landschapsarchitectuur (Academie van Bouwkunst Amsterdam)
Sarina Bleumink, architectuur (ArtEZ Academie Arnhem)
Felipe Chaves Gonzalez, stedenbouw (TU Delft)
- 2019

Lesia Topolnyk, architectuur (Academie van Bouwkunst Amsterdam)
Devant Asawla, stedenbouw (TU Delft)
- 2018

Barbara Prezelj, landschapsarchitectuur (TU Delft)
Jesper Baltussen, architectuur (TU Eindhoven)
- 2017

Laura Strähle en Ellen Rouwendal, architectuur (TU Delft)
- 2016

Milad Pallesh, architectuur (Academie van Bouwkunst Amsterdam)
Katarzyna Nowak, architectuur (Rotterdamse Academie van Bouwkunst)
- 2015

Ivar van der Zwan, architectuur (Academie van Bouwkunst Amsterdam)
- 2014

Remco van der Togt en Jonas Papenborg, landschapsarchitectuur (Universiteit Wageningen)
Filippo Maria Doria, architectuur (TU Delft)
- 2013

Tara Steenvoorden, architectuur (Academie van Bouwkunst Amsterdam)
- 2012

Ard Hoksbergen, architectuur (Academie van Bouwkunst Amsterdam) (winnaar jonge Abe Bonnemaprijs 2020)
Froukje van de Klundert, architectuur (Rotterdamse Academie van Bouwkunst)
Herman Zonderland, stedenbouw (Academie van Bouwkunst Amsterdam)
Inge Kersten, landschapsarchitectuur (Universiteit Wageningen)
- 2011

Jan Martijn Eekhof, stedenbouw (Academie van Bouwkunst Amsterdam)
- 2010

Jeroen Atteveld, architectuur (Academie van Bouwkunst Amsterdam)
- 2009

Servie Boetzkes, architectuur (TU Eindhoven)
Simone Pizzagalli, architectuur (TU Delft)
Dingeman Deijs, architectuur (Academie van Bouwkunst Amsterdam)
- 2008

Ruud Smeelen, architectuur (TU Delft)
- 2007

Jochem Heijmans, architectuur (Academie van Bouwkunst Amsterdam)
Max Rink, stedenbouw (TU Delft)
- 2006

Seth de Rooij, architectuur (ArtEZ Academie Arnhem)
- 2005

Furkan Köse, architectuur (Academie van Bouwkunst Amsterdam)
- 2004

Mark van Beest, landschapsarchitectuur (Academie van Bouwkunst Amsterdam)
- 2003

Maarten Terryn, architectuur (Maastricht Academie van Bouwkunst)
- 2002

Rob Willemse, architectuur (TU Eindhoven)
Harm Timmermans (TU Eindhoven)
- 2001

Angie Abbink, architectuur (Academie van Bouwkunst Amsterdam)
- 2000

Jaco Woltjer, architectuur (TU Delft)
Bart Reuser en Marijn Schenk, architectuur (TU Delft) (oprichters NEXT Architects)
- 1999

Caspar Slijpen, landschapsarchitectuur (Academie van Bouwkunst Amsterdam)
Jonas Strous, stedenbouw (TU Eindhoven)
Henk Korteweg, architectuur (TU Eindhoven)
- 1998

Fenna Haakma Wagenaar, stedenbouw (TU Delft)(tegenwoordig hoofdontwerper Gemeente Amsterdam)
Jolai van der Vegt, architectuur (TU Eindhoven)
- 1997

Nikol Dietz, landschaparchitectuur (Academie van Bouwkunst Amsterdam)
- 1996

Janneke Bierman, architectuur (TU Eindhoven) (inmiddels eigenaar BiermanHenket samen met Hubert-Jan Henket)
3e plaats: Pieter Bannenberg & Kamiel Klaasse (mede-oprichters NL Architects)
- 1990

Bjarne Mastenbroek, architectuur (TU Delft)
eervolle vermeldingen: Jacob van Rijs, Juliette Bekkering en Michiel Riedijk
- 1989

Lars Spuybroek, architectuur (TU Delft)
- 1988

Liesbeth van der Pol, architectuur (TU Delft)
- 1988

René van Zuuk, architectuur (TU Eindhoven)
- 1980

Hans van Heeswijk, architectuur (TU Delft)

## Internationaal
Archiprix is in 2001 voor het eerst internationaal gegaan. Het model van de prijsvraag is gebaseerd op het model van de Nederlandse Archiprix. Bij het opzetten van zo'n internationale prijsvraag is het moeilijk alle ontwerpopleidingen goed van informatie te voorzien en daar vervolgens ook een juiste respons op te krijgen. Daarom is men bij het opzetten van Archiprix International begonnen met op een website een database met alle voor de prijsvraag relevante ontwerpopleidingen te publiceren (dit is het eerste beschikbare overzicht van al deze opleidingen). Ook via deze website kunnen de verschillende opleidingen op eenvoudige wijze hun genomineerde afstudeerplannen invoeren.
Vergelijkbaar met de Archiprix International is de Euregionale Architectuur Prijs, waaraan een aantal Nederlandse, Duitse en Belgische ontwerpopleidingen deelnemen.